# Runenstein von Tullstorp
Der Runenstein von Tullstorp (DR 271) steht auf dem Kirchhof im gleichnamigen zur Trelleborgs kommun gehörenden Ort, etwa 20 km östlich von Trelleborg im südlichen Schonen in Schweden. In der Nähe steht der Runenstein Östra Vemmenhögsten.

## Beschreibung
Der Tullstorp-Stein besteht aus grobkörnigem, rotem Granit und ist 204 cm hoch und 138 cm breit. Die Darstellung auf der sehr glatten Schauseite besteht aus den Runen, dem großen Tier und einem Schiff. Die Runen, Ornamente und Bilder leuchteten einst in kräftigen Farben.
Der Stein stammt von 960 bis 980, als der Wikingerkönig Harald Blauzahn sich bemühte, die Dänen zu christianisieren. Während dieser Zeit war es üblich, Runensteine in der Nähe von Kirchen zu platzieren. Die meisten wurden später in die Kirchen eingemauert, so auch hier in die in der Mitte des 12. Jahrhunderts erbauten Kirche von Tullstorp. 1846 wurde die mittelalterliche Kirche abgebrochen und der Stein in der östlichen Wand gefunden. Am ersten Advent 1848 wurde die heutige Kirche am gleichen Standort eingeweiht. Der Stein wurde in die Außenmauer der neuen Kirche eingemauert. In den 1920er Jahren wurde er aus der Mauer genommen und auf den Kirchhof als Gedenkstätte (schwedisch Minneslund) am Ende des Hauptganges gesetzt. Bei einem Transport brach der Stein, er wurde jedoch zusammengesetzt.

### Inschrift
Der Tullstorp-Stein hat am Rand ein Band mit Runen, das eine Figur umgibt. Jedes Wort ist durch ein kleines Kreuz getrennt. Der Text lautet transkribiert:
x klibiR x auk x osa x │ x risÞu kuml + │ Þusi x uftiR x ulf +
Auf Schwedisch Klibir och Åsa reste dessa kummel efter Ulf, und auf Deutsch: Klibir und Asa errichteten diesen Grabhügel für Ulf.

### Das Große Tier

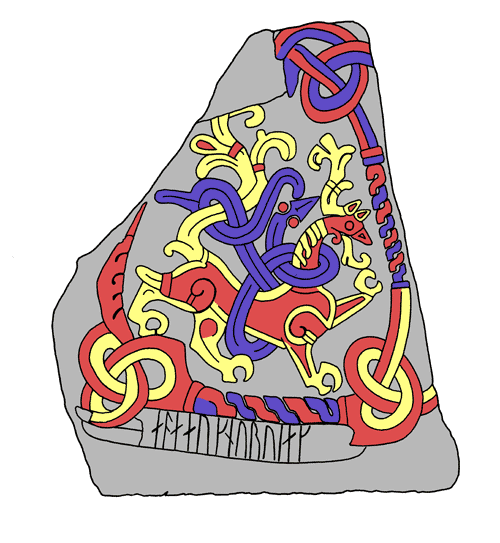
Das Große Tier von Jelling

In der Mitte des Steins befindet sich „das große Tier“ (schwedisch det stora djuret). Es wurde auf verschiedene Weise interpretiert, so als Wolf oder als heraldischer Panther, der „oft Feuer durch den Mund und die Nase atmet, er ist gehörnt und hat Hinterbeine wie ein Löwe, während die Vorderbeine einem Adler ähnlich sind.“ Die meisten Forscher, die sich zur Deutung des „Großen Tieres“ äußerten, sind nicht über die formale Beschreibung hinausgekommen und äußerten sich nicht zur Bedeutung.
Auf etwa 200 schwedischen Runensteinen der späten Wikingerzeit sind neben dem Text im Schlangenband figürliche Darstellungen eingeritzt. Darunter sind etwa 100 Darstellungen von Vierbeinern. Bis in jüngste Zeit hat sich die Forschung vorwiegend der Suche nach Vorbildern des „Großen Tieres“ gewidmet.

### Das Schiff
Dargestellt ist ein Kriegsschiff. Die Wikinger sind für ihre Schiffe bekannt, die auf vielen Runensteinen dargestellt sind. Das Schiff auf Tullstorp-Stein ist dagegen kein Wikinger-Schiff, sondern ein oströmisches Kriegsschiff mit hohem Bord und Rammkonstruktionen an Bug und Heck, etwa vom Schiffstyp einer Dromone. Ein fast identisches Schiff ist auf einem Runenstein im weit entfernten Östergötland dargestellt.

## National-Monument
Der Tullstorp-Stein ist völlig einzigartig und vergleichbar mit dem großen der Runensteine von Jelling (Nationaldenkmal und Weltkulturerbe) im südlichen Jütland, der auch aus der Zeit von Harald Blauzahn stammt. Geschichtliche Anhaltspunkte sagen uns, dass der Tullstorp-Stein ein Gedenkstein für die christliche Bedeutung des Ulf ist, der ein großer Mann aus der Nachbarschaft und ein Leibwächter für den Kaiser des alten oströmischen Reiches war. Die Steinarbeit ist in einer Art ausgeführt, die nicht üblich ist für schonisch-dänische Runensteine. Die Bildkomposition ist großartig im Vergleich zu anderen südskandinavischen Runensteinzeichnungen.

## Kuriosum
Der Runenstein von Tullstorp diente dem pommerschen Geistlichen und Fälscher Gottlieb Samuel Pristaff, einem gebürtigen Lausitzer, als Vorlage zur Beweisführung für einen angeblichen „Runenstein von Drewoldke“, heute Ortsteil von Altenkirchen, auf der Insel Rügen, um dort eine verstärkte Wikingerpräsenz vorzugaukeln. Nach 1732 gelangten derartige Zeichnungen Pristaffs von Greifswald aus bis nach Schweden. Er konnte damit sogar Gelehrte seiner Zeit täuschen.